# Rommerskirchen
Rommerskirchen är en kommun och ort i Rhein-Kreis Neuss i Regierungsbezirk Düsseldorf i förbundslandet Nordrhein-Westfalen i Tyskland.